# 長井就次
長井 就次（ながい なりつぐ）は、安土桃山時代から江戸時代初期にかけての武将。毛利氏家臣で長州藩士。父は長井元重。

## 生涯
毛利氏家臣である長井元重の嫡男として生まれ、慶長7年（1602年）3月15日に毛利秀就の加冠状を受けて元服し、「就」の偏諱を与えられて「就次」と名乗った。
慶長20年（1615年）6月8日、父・元重に先立って死去。就次の嫡男・元昭はまだ幼少であったため、父・元重の歳の離れた弟である就重が就次の正室と再婚して家督を相続した。